# Véronique Dehant

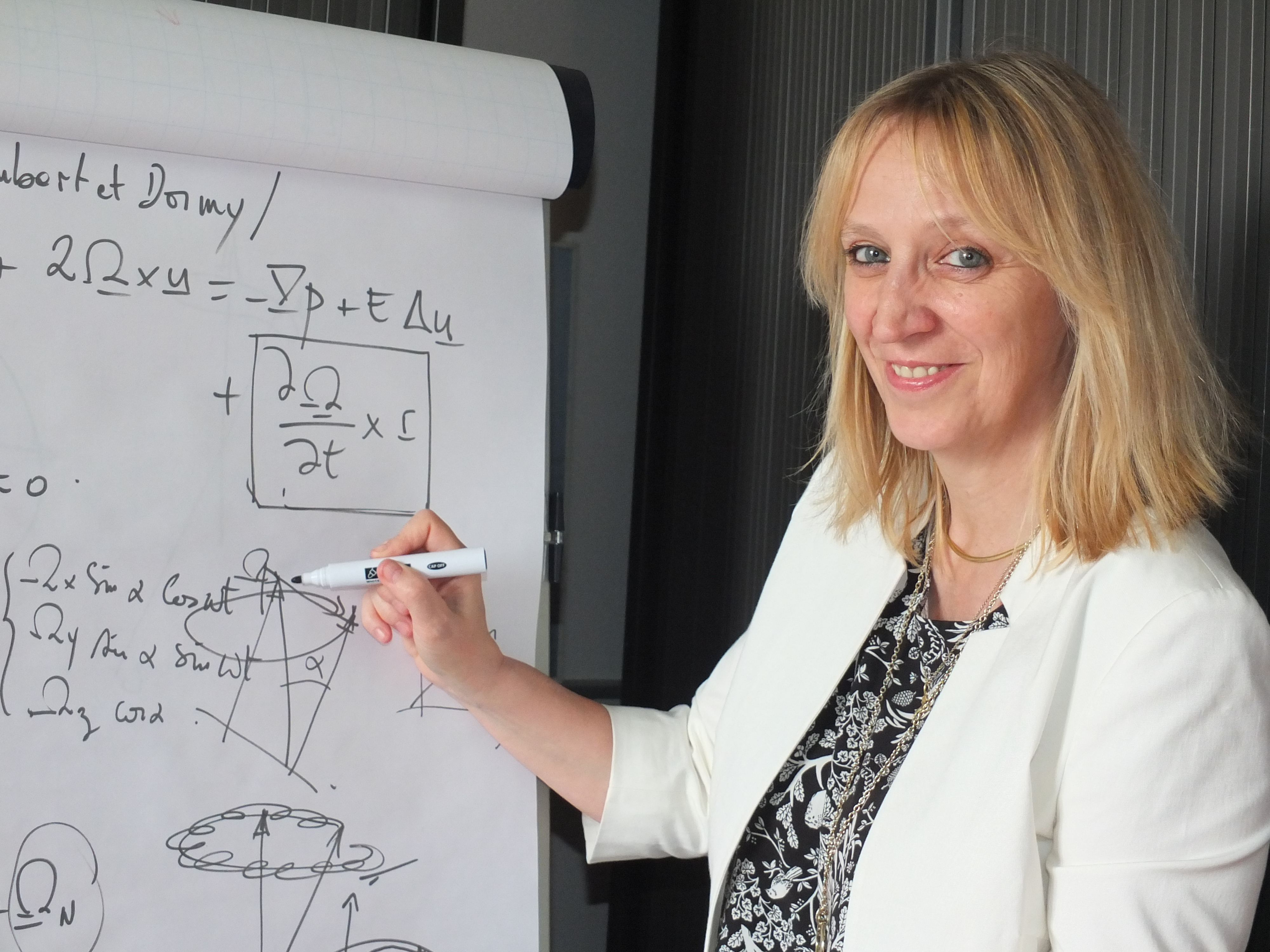
Véronique Dehant

Véronique Dehant (Brussel, 1959) is een Belgische astronoom en geofysicus. Dehant wordt beschouwd als een autoriteit op vlak van aardrotatie en geologisch Mars-onderzoek. Ze is gespecialiseerd in het modelleren van de vervorming van het inwendige van de Aarde onder invloed van de aantrekkingskracht van de zon, de maan en de rotatie van de Aarde. Ze heeft gelijkaardige technieken gebruikt om Mercurius, Venus, Mars en ijsmanen van de buitenste planeten te bestuderen. Ze werkt voornamelijk aan de Koninklijke Sterrenwacht van België, maar is ook buitengewoon hoogleraar aan de Université Catholique de Louvain. 

## Biografie
Dehant studeerde Wiskunde en Fysica aan de Université Catholique de Louvain (UCL) en doctoreerde aldaar in de geofysica. Sinds 1993 is ze wetenschappelijk onderzoekster en staat aan het hoofd van de dienst referentiesystemen en planetologie van de Koninklijke Sterrenwacht van België. Daarnaast is ze sinds 1998 professor astronomie en geofysica aan de UCL.

## Onderzoek en carrière
In eerste instantie was het onderzoek van Dehant gericht op een beter begrip van de rotatie van de Aarde in de ruimte (precessie en nutatie). Ze ontwikkelde modellen die rekening houden met de structuur en de raakvlakken van de aarde, inclusief de effecten van Aardse getijden en kernresonanties. Dit werk leidde tot een nieuw en nauwkeuriger referentiemodel voor de rotatie van de Aarde. Haar onderzoeksgroep werd in 2003 voor dit werk beloond met de EU Descartesprijs ter waarde van 300 000€.
Dehant is mede-onderzoeker in de NASA RISE (Rotation and Interior Structure Experiment) en SEIS (Seismic Experiment for Interior Structure) projecten, aan boord van de InSight missie naar Mars. Het RISE-team gebruikt Doppler-metingen om de rotatie en positie van Mars in de ruimte te bepalen, om zo uiteindelijk meer te weten te komen over de diepe inwendige structuur van Mars.
Het werk van Dehant is alom erkend. In 2003 ontving ze de European Geosciences Union geodesieprijs, bekend als de Vening-Meinesz medaille. Ze is lid van de American Geophysical Union en buitenlands lid van de Franse Académie des Sciences. In 2016 ontving ze de Charles A. Whitten-medaille van de American Geophysical Union. Deze onderscheiding wordt toegekend voor "uitstekende prestaties op het gebied van onderzoek naar de vorm en de dynamiek van de Aarde en de planeten".
In 2009 werd planetoïde 11895 Dehant naar haar vernoemd. De officiële naamgeving werd gepubliceerd door het Minor Planet Center op 11 mei 2009 
(Minor Planet Circulars 11895)..

## Erkentelijkheden
- Lid van de Internationale Astronomische Unie
- 1988 - Charles Langrangeprijs
- 2003 - Vening-Meinesz medaille van de European Geosciences Union
- 2003 - Descartesprijs
- 2010 - Verkozen tot lid van de Académie royale de Belgique
- 2014 - Doctor Honoris Causa van de Observatoire de Paris[7]
- 2015 - Verkozen tot lid van de Académie des sciences
- 2016 - Commandeur in de Orde van Leopold II
- 2016 - Charles A. Whitten Medal van de American Geophysical Union